# Glanów
Glanów – wieś w Polsce położona w województwie małopolskim, w powiecie olkuskim, w gminie Trzyciąż.
W latach 1954–1956 wieś należała i była siedzibą władz gromady Glanów, po jej zniesieniu w gromadzie Sucha. W latach 1975–1998 miejscowość administracyjnie należała do województwa krakowskiego. Wieś lokowano w 1295 roku na prawach niemieckich. Początkowo należała do parafii Gołaczewy. Wieś położona w końcu XVI wieku w powiecie proszowskim województwa krakowskiego była własnością klasztoru norbertanek w Imbramowicach. Teren wsi leży na obszarze Dłubniańskiego Parku Krajobrazowego.

## Geologia
Charakterystycznymi formami geologicznymi w Glanowie są jurajskie (oksfordzkie) skały wapienne tworzące wyniosłe skałki o charakterze twardzielców, na których uprawiany jest czasem alpinizm. Między nimi odsłaniają się piaskowce i wapienie kredowe (cenoman, turon). Charakterystyczna budowa geologiczna (warstwowa) sprzyja wykonywaniu odkrywek w celu paleontologicznej dokumentacji pobliskich terenów. W Dolinie Dłubienki – prawego dopływu Dłubni, w latach 70. XX w. profesor Ryszard Marcinowski prowadził badania w warstwie cenomanu. We wsi znajduje się też piaskownia, w której wydobywano piaski albu.

## Historia
W czasie powstania styczniowego w 1863 roku w Glanowie doszło do potyczki z Rosjanami, podczas której oddziały polskie skutecznie obroniły dwór zbudowany w 1786 roku.

## Zabytki
Obiekt wpisany do rejestru zabytków nieruchomych województwa małopolskiego.
- Zespół dworski, stodoły, wozownia i budynek mieszkalno-gospodarczy częściowo skreślony 02.09.2008.

## Galeria zdjęć

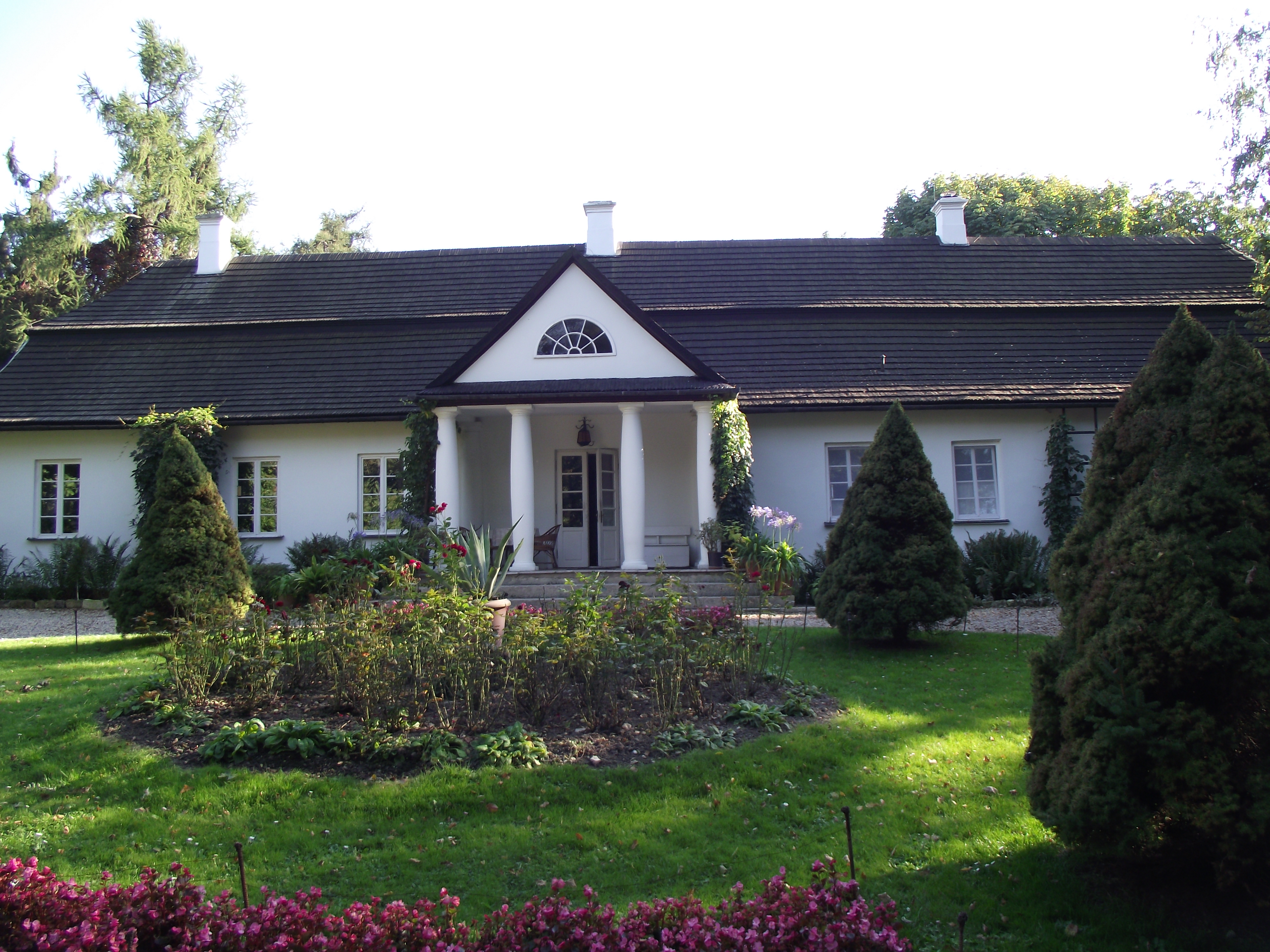
Dwór w Glanowie
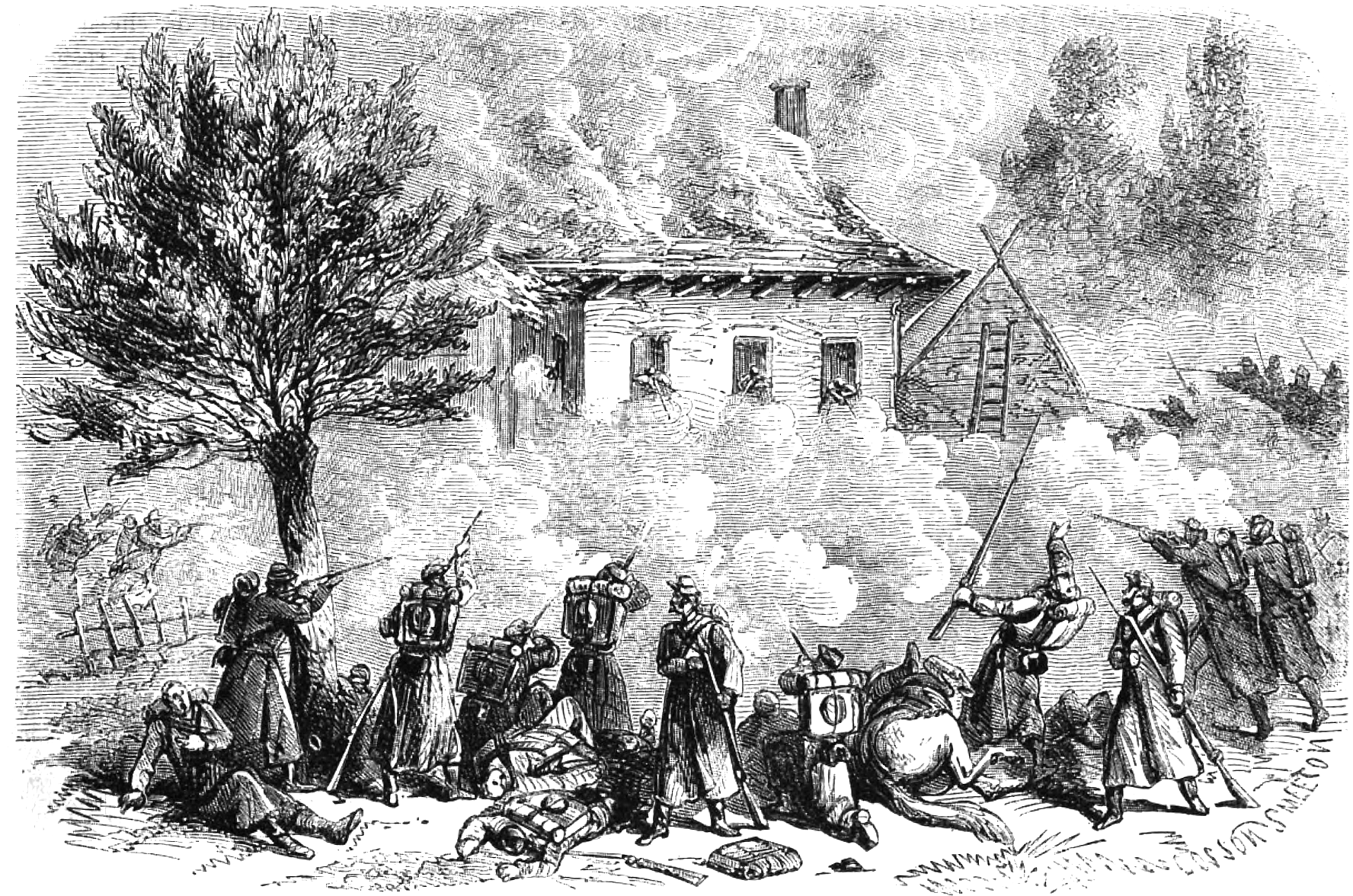
Obrona dworu w Glanowie w czasie powstania styczniowego
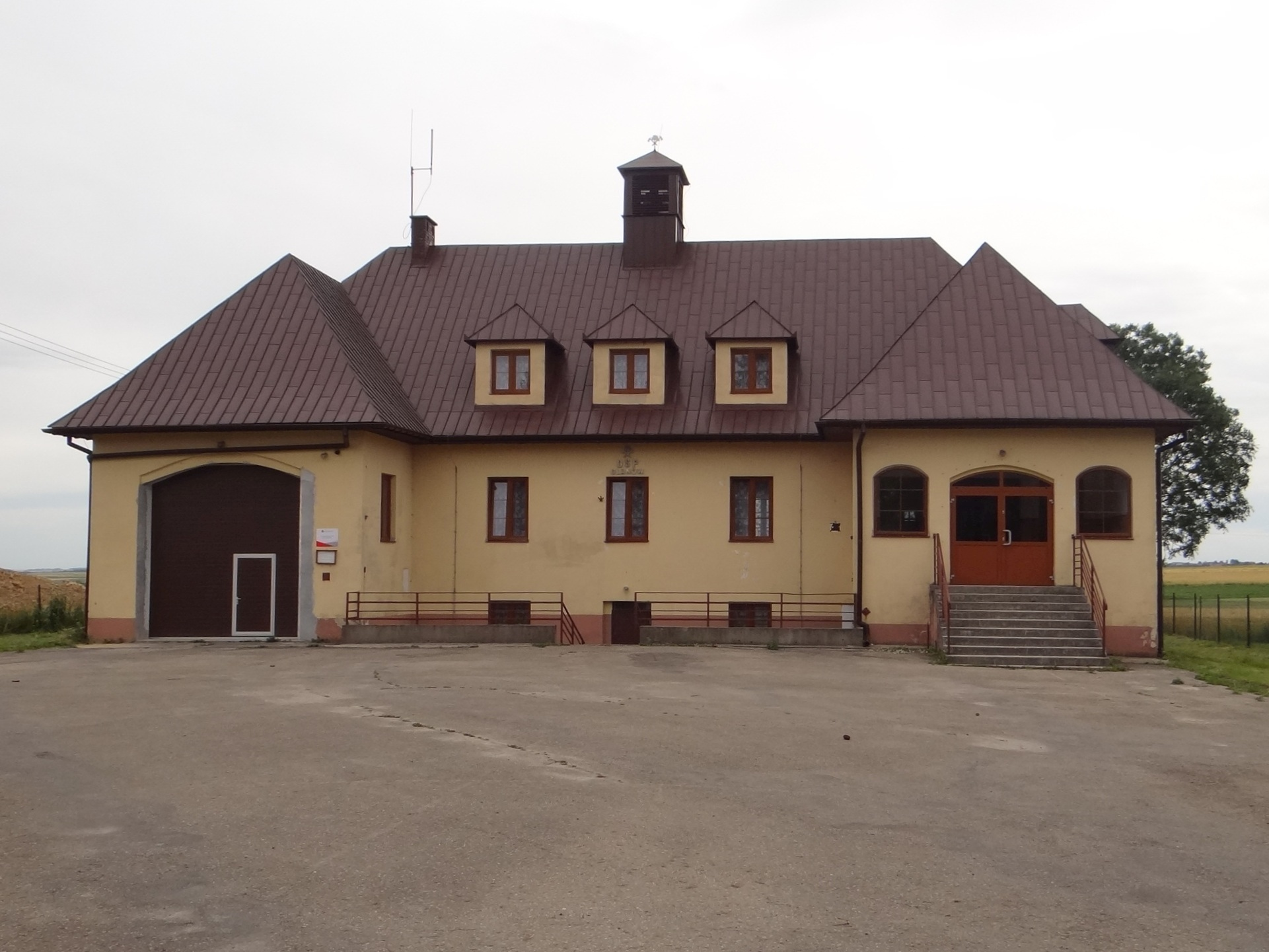
Remiza OSP